# Beiträge zur Optik

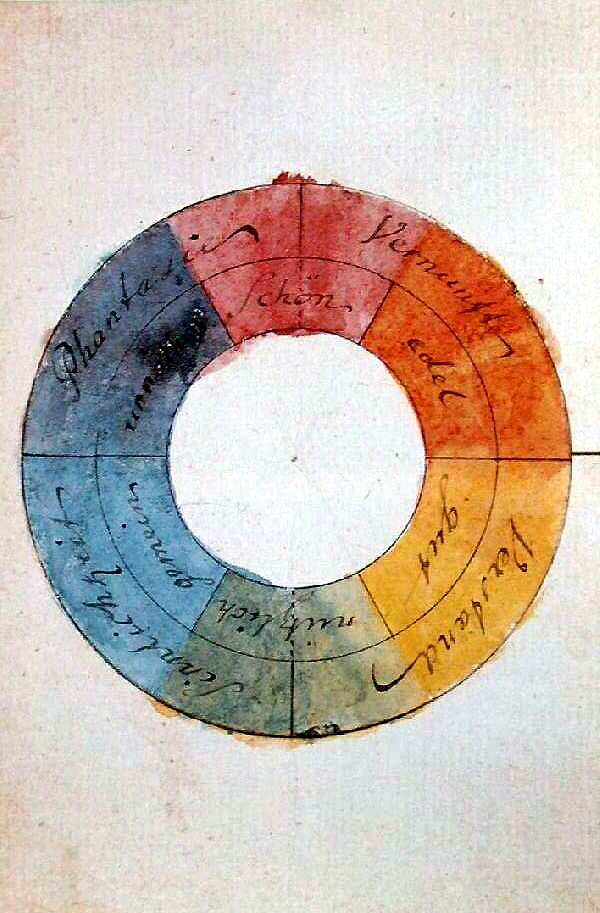
Farbenkreis, aquarellierte Federzeichnung von Goethe, 1809

Beiträge zur Optik ist eine naturwissenschaftliche Schrift von Johann Wolfgang von Goethe, erschienen in den Jahren 1791 und 1792 im Verlag des Industrie-Comptoirs Weimar.
Goethe bedauerte im Jahr 1822, diese ersten Gehversuche gegen Newton Beyträge zur Optik genannt zu haben (statt etwa Beyträge zur Farbenlehre), weil „niemand habe begreifen können noch wollen, wie man ohne Mathematik Beiträge zur Optik bringen oder wohl gar die Hauptlehrsätze derselben bezweifeln und bekämpfen dürfe.“

## Zum wissenschaftshistorischen Hintergrund
Bei Erscheinen des Werkes waren Newtons Arbeiten zu optischen Problemen anerkannter Wissensstand. Diese gehen auf die Arbeit Opticks aus dem Jahre 1704 zurück. Goethes Ersttitel Beiträge zur Optik nimmt darauf direkt Bezug. Der 20 Jahre später in Zur Farbenlehre verwendete Titel drückt dann schon seine Differenzen zu Newtons Ansichten über farbtheoretische Sachverhalte (Chromatik) aus.

## Inhalt
Im phänomenologischen Teil seiner Untersuchung optischer Erscheinungen beschreibt Goethe Experimente zur Zerlegung des Lichts mit Prismen.
Im Streben nach durchschaubarer Versuchsanordnung betrachtet Goethe zuerst „nur schwarze und weiße Tafeln, weil sich an denselben die farbigen Ränder und Strahlungen“ [Brechungs- und Beugungsspektren] „derselben am deutlichsten ausnehmen“. Er rekapituliert 24 Resultate der bebilderten Experimente.
1) Schwarze, weiße und einförmige reine Flächen zeigen durchs Prisma keine Farben.
2) An allen Rändern zeigen sich Farben.
[…]
23) Sonne, Mond, Sterne, Öffnung des Fensterladens erschienen durchs Prisma nur farbig, weil sie als kleine helle Körper auf einem dunkeln Grunde anzusehen sind. […]
Vom Einfachen zum Komplizierterem aufsteigend, betrachtet darauf Goethe außer schwarz-weißen Flächen mit „geradlinigen Rändern“ nun auch graue und farbige mit „gebogenem“ und „zirkelrundem“ Rand.
Die „zu diesen Versuchen nötigen Apparate“, Papptafeln und ein großes Prisma, „welches bei Versuchen mit reinem Wasser angefüllt wird“, werden – ebenfalls bebildert – beschrieben.
In dem Schlusskapitel Nachinnerung fasst Goethe seine „prismatischen Erfahrungen, welche“ er „die subjektiven nennen darf, indem die Erscheinungen in dem Auge des Beobachters vorgehen“, zusammen.

## Zeugnis
„… was er [Goethe] im ersten Hefte seiner Beiträge zur Optik weitläufiger und durch 24 kleine illuminirte Kupfertäfelchen, die dazu ausgegeben werden, veranschaulicht hat. Die Hauptsätze demonstrierte er an einer schwarzen Tafel, wo er die Figuren schon vorher angezeichnet hatte, so lichtvoll vor, daß es ein Kind hätte begreifen können. Goethe ist ebenso groß als scharfsinniger Demonstrator an der Tafel, als er's als Dichter, Schauspiel- und Opern-Director, Naturforscher und Schriftsteller ist.“